# Endurance (paardensport)
Endurance is een tak van paardensport waarin het de bedoeling is om binnen een vastgelegde tijd een bepaalde afstand af te leggen in buitengebied. Het is de bedoeling niet te vlug en niet te traag te arriveren, maar een goede gemiddelde snelheid te behalen. Hierbij kan het gebied variëren van zeer vlak tot zeer bergachtig, van harde grond tot mul zand.
Zaak is om tijdens tussentijdse veterinaire controles en aan het eind van de wedstrijd het paard in goede conditie te kunnen tonen en hierbij mogen geen gebreken naar voren komen die schade aan de gesteldheid van het paard berokkenen op korte of langere termijn.
Afstanden die worden afgelegd variëren van 20 km tot 160 km.
Van belang om te kunnen winnen is uiteindelijk:
- De rit dient uitgereden te worden zonder dat het paard gebreken vertoont
- De snelheid
- De hartslag

Endurance is in Nederland sterk in opkomst. Dat neemt niet weg dat het op dit moment nog niet in verhouding staat tot het aantal paardenliefhebbers dat springen of dressuur bedrijft.
Het wereldkampioenschap endurance 2008, georganiseerd door de FEI, werd van 6 tot 9 november gehouden in Terengganu in Maleisië.

## Galerij

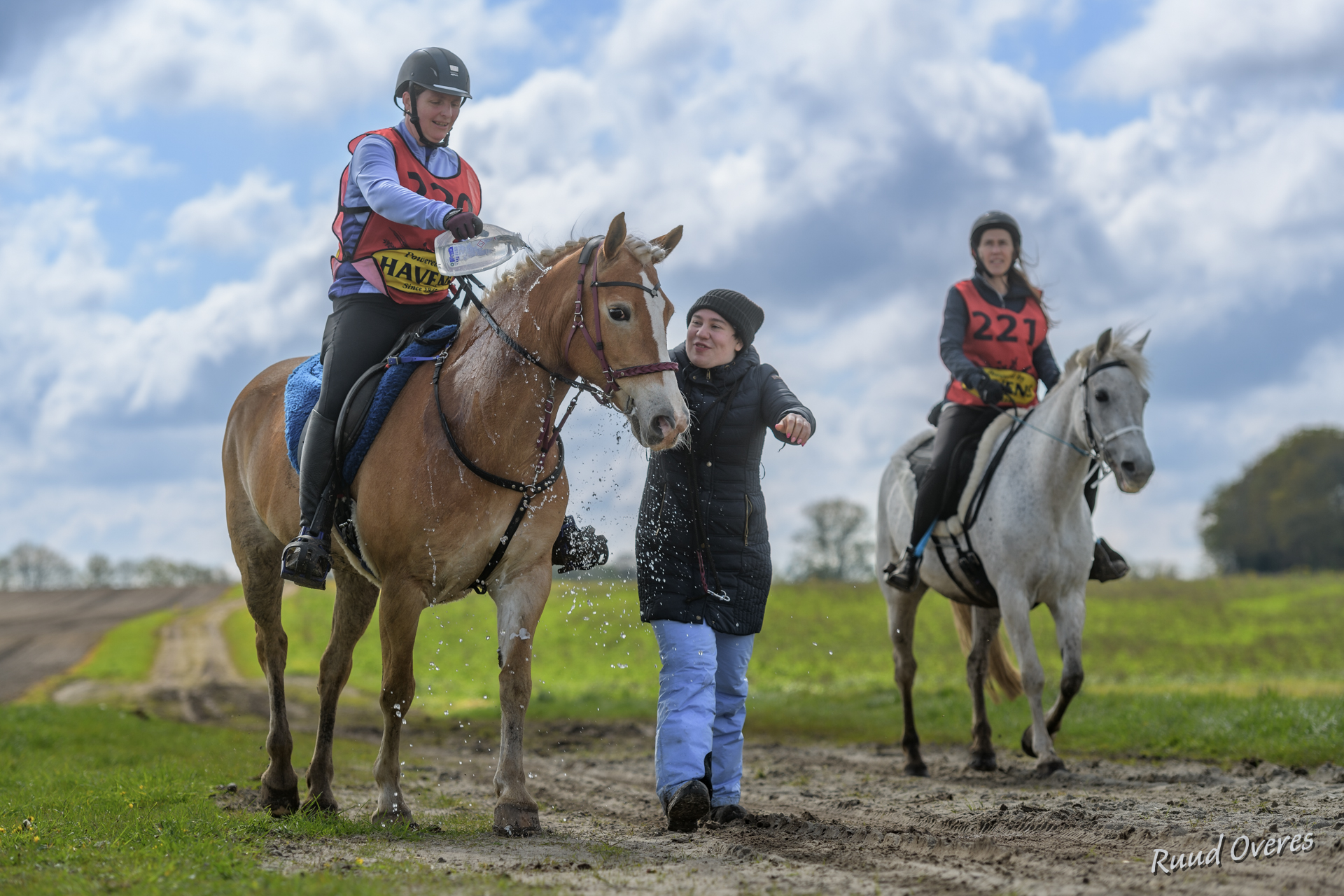
koelen bij groompunt, Drenthe 2024
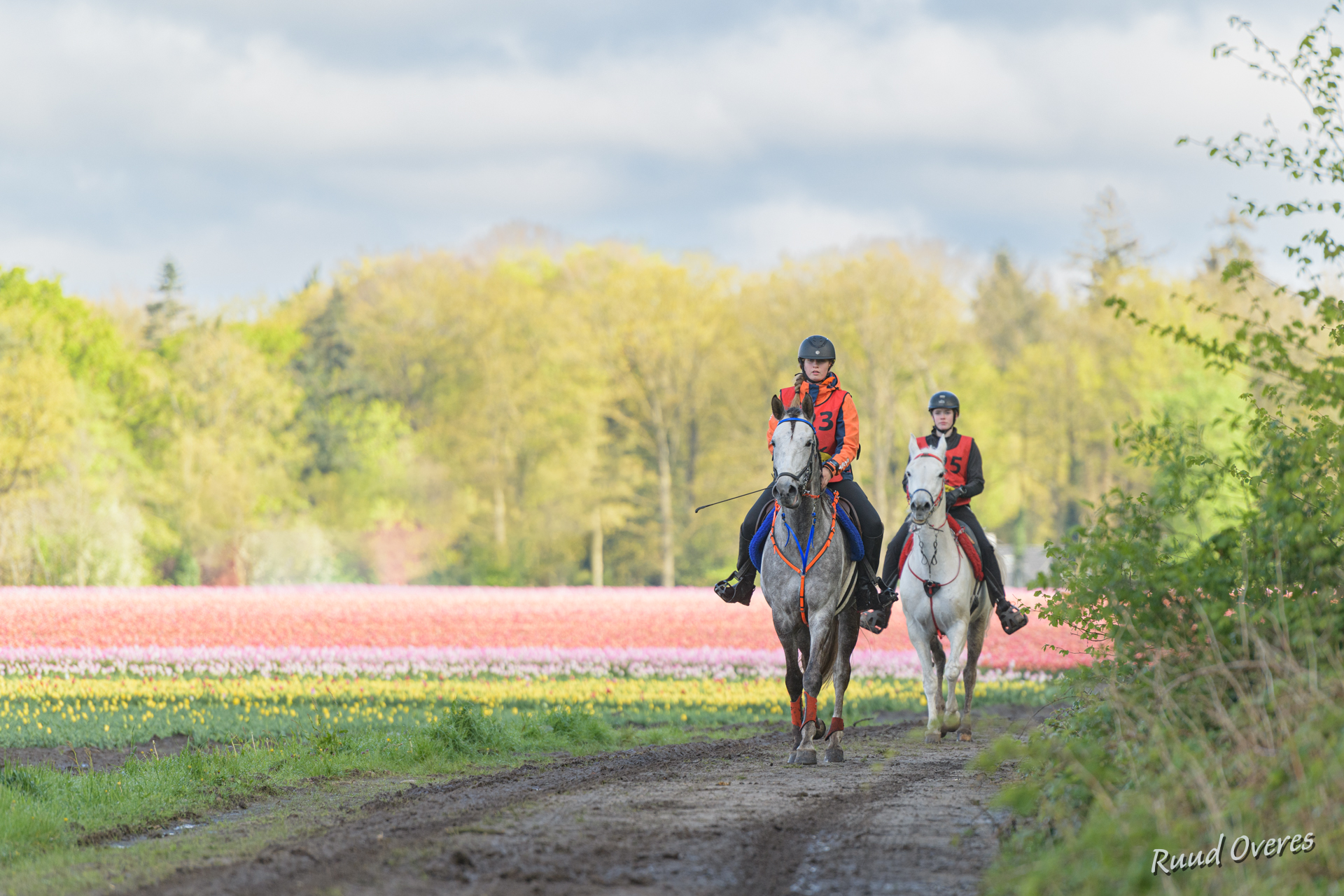
buitenrit, Drenthe 2024
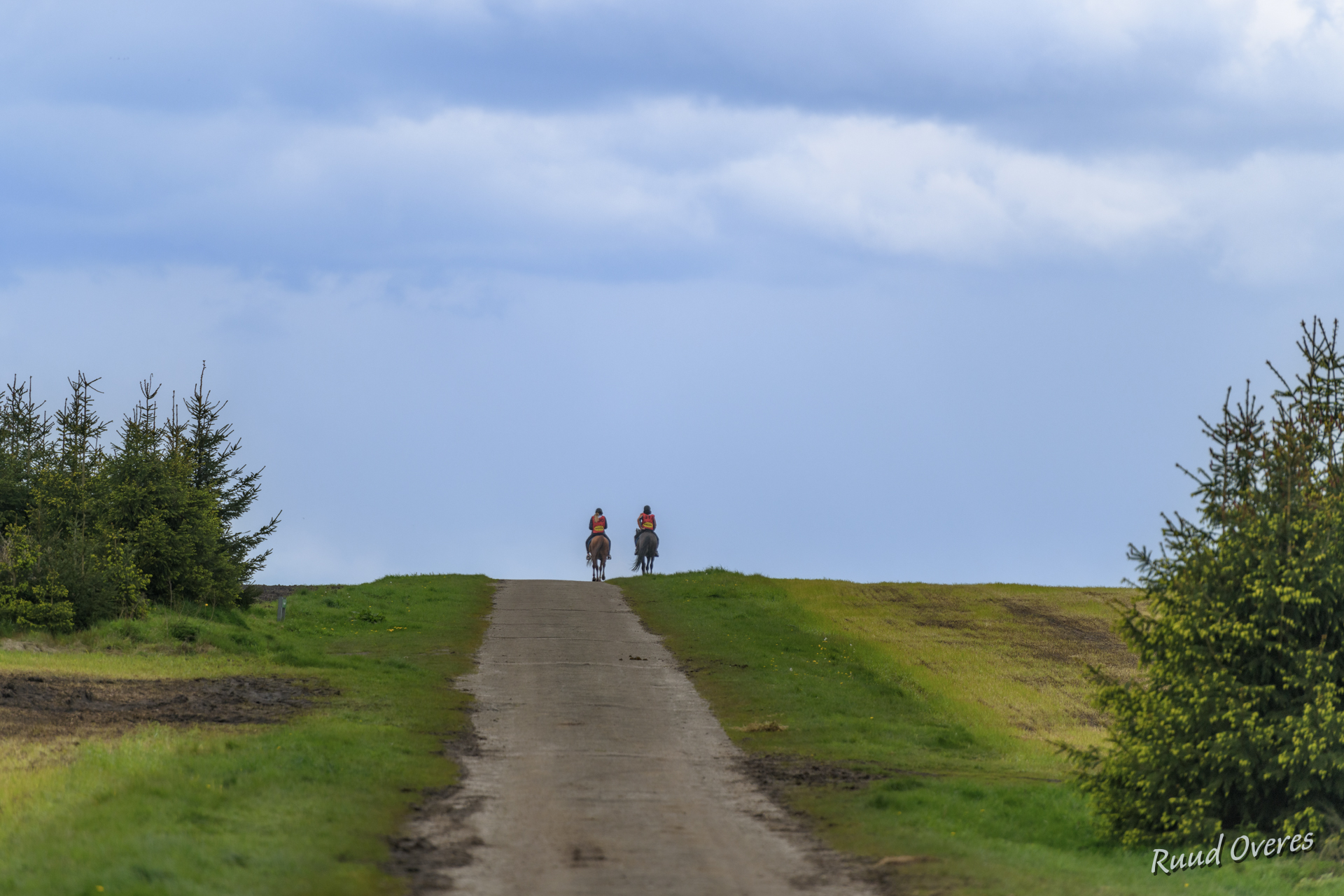
vooral heuvels zijn in trek bij een endurence wedstrijd, Drenthe 2024